# Gare de Pont-d’Ain
Gare de Pont-d’Ain – stacja kolejowa w Pont-d’Ain, w departamencie Ain, w regionie Owernia-Rodan-Alpy, we Francji.
Została otwarta w 1856 r. przez Compagnie des chemins de fer de Paris à Lyon et à la Méditerranée (PLM). Dziś jest stacją Société nationale des chemins de fer français (SNCF), obsługiwaną przez pociągi TER Rhône-Alpes kursujących między Bourg-en-Bresse, lub Mâcon i Ambérieu.